# Alex Len
Oleksii Yuríyovich «Alex» Len (Antratsit, Lugansk, 16 de junio de 1993) es un jugador de baloncesto ucraniano que actualmente se encuentra sin equipo. Con 2,13 metros de altura, juega en la posición de pívot.

## Trayectoria deportiva

### Universidad
Tras jugar un año en el BC Dnipro de su país, jugó durante dos temporadas con los Terrapins de la Universidad de Maryland, en las que promedió 9,7 puntos, 6,9 rebotes y 2,1 tapones por partido. En su última temporada fue incluido en el mejor quinteto defensivo de la Atlantic Coast Conference, tras liderar la conferencia en tapones, con 2,1 por partido.

#### Estadísticas
| Año     | Equipo   | PJ | PT | MPP  | %TC  | %3P  | %TL  | RPP | APP | ROB | TPP | PPP  |
| ------- | -------- | -- | -- | ---- | ---- | ---- | ---- | --- | --- | --- | --- | ---- |
| 2011–12 | Maryland | 22 | 11 | 21.2 | .553 | .000 | .587 | 5.4 | .6  | .2  | 2.1 | 6.0  |
| 2012–13 | Maryland | 38 | 37 | 26.4 | .534 | .125 | .686 | 7.8 | 1.0 | .2  | 2.1 | 11.9 |
| Total   | Total    | 60 | 48 | 24.5 | .538 | .111 | .663 | 7.0 | .8  | .2  | 2.1 | 9.7  |

### Profesional
Fue elegido en la quinta posición del Draft de la NBA de 2013 por Phoenix Suns, debutando en la liga el 30 de octubre ante Portland Trail Blazers, en un partido en el que anotó 2 puntos. Lleva el número 21 en la camiseta en honor a sus jugadores favoritos, Kevin Garnett (solo ha llevado el 21 cuando jugó para  Minnesota Timberwolves) y Tim Duncan.
Tras 5 años en Phoenix, el 3 de agosto de 2018 firmó contrato con los Atlanta Hawks por dos temporadas y 8,5 millones de dólares.
El 5 de febrero de 2020 es traspasado, junto con Jabari Parker, a Sacramento Kings a cambio de Dewayne Dedmon.
Después de unos meses en Sacramento, el 23 de noviembre de 2020, ficha por Toronto Raptors. Pero el 19 de enero de 2021, tras 7 encuentros con los Raptors es cortado. El 22 de enero firma un contrato con Washington Wizards hasta final de temporada.
El 3 de agosto de 2021, firma como agente libre con Sacramento Kings por $7 millones y 2 años.
El 30 de junio de 2024 renueva por una temporada y $3,3 millones con los Kings.
Durante su cuarto año en Sacramento, el 6 de febrero de 2025, es traspasado a los Washington Wizards como parte del traspaso de Marcus Smart. Pero días después, el 11 de febrero, fue cortado por los Wizards y firmó con Los Angeles Lakers, hasta final de temporada.

### Selección nacional
Fue integrante de las selecciones júnior de su país, disputando el EuroBasket Sub-16 de 2009, y el EuroBasket Sub-18 de 2010.
En agosto de 2018 debutó con la selección absoluta de Ucrania, de cara a la clasificación para Mundial de 2019.
En 2021 disputó dos encuentros clasificatorios para el Mundial de 2023.
En septiembre de 2022 disputó con el combinado absoluto ucraniano el EuroBasket 2022, finalizando en decimosegunda posición.

## Estadísticas de su carrera en la NBA

### Temporada regular
| Año     | Equipo      | PJ  | PT  | MPP  | %TC  | %3P  | %TL  | RPP | APP | ROB | TPP | PPP  |
| ------- | ----------- | --- | --- | ---- | ---- | ---- | ---- | --- | --- | --- | --- | ---- |
| 2013-14 | Phoenix     | 42  | 3   | 8.6  | .423 | .000 | .645 | 2.4 | .1  | .1  | .4  | 2.0  |
| 2014-15 | Phoenix     | 69  | 44  | 22.0 | .507 | .333 | .702 | 6.6 | .5  | .5  | 1.5 | 6.3  |
| 2015-16 | Phoenix     | 78  | 46  | 23.3 | .423 | .143 | .728 | 7.6 | 1.2 | .5  | .8  | 9.0  |
| 2016-17 | Phoenix     | 77  | 34  | 20.3 | .497 | .250 | .721 | 6.6 | .6  | .5  | 1.3 | 8.0  |
| 2017-18 | Phoenix     | 69  | 13  | 20.2 | .566 | .333 | .684 | 7.5 | 1.2 | .4  | .9  | 8.5  |
| 2018-19 | Atlanta     | 77  | 31  | 20.1 | .494 | .363 | .648 | 5.5 | 1.1 | .4  | .9  | 11.1 |
| 2019-20 | Atlanta     | 40  | 9   | 18.6 | .546 | .250 | .630 | 5.8 | 1.1 | .5  | .8  | 8.7  |
| 2019-20 | Sacramento  | 15  | 3   | 15.0 | .593 | .667 | .708 | 6.1 | .5  | .2  | 1.0 | 5.9  |
| 2020-21 | Toronto     | 7   | 2   | 10.9 | .500 | .500 | .500 | 1.6 | .4  | .1  | .9  | 2.3  |
| 2020-21 | Washington  | 57  | 40  | 15.8 | .619 | .263 | .636 | 4.4 | .8  | .3  | 1.0 | 7.1  |
| 2021-22 | Sacramento  | 39  | 10  | 15.9 | .534 | .286 | .651 | 4.1 | 1.2 | .3  | .6  | 6.0  |
| 2022-23 | Sacramento  | 26  | 2   | 6.2  | .533 | .000 | .688 | 2.3 | .5  | .2  | .4  | 1.7  |
| 2023-24 | Sacramento  | 48  | 0   | 9.3  | .617 | .000 | .588 | 2.7 | 1.0 | .2  | .7  | 2.5  |
| 2024-25 | Sacramento  | 36  | 3   | 7.2  | .537 | .167 | .538 | 1.8 | .8  | .2  | .5  | 1.4  |
| 2024-25 | L.A. Lakers | 10  | 4   | 12.2 | .455 | .333 | .250 | 3.1 | .8  | .1  | .3  | 2.2  |
| Total   | Total       | 690 | 244 | 17.0 | .510 | .322 | .678 | 5.3 | .9  | .4  | .9  | 6.7  |

### Playoffs
| Año   | Equipo      | PJ | PT | MPP | %TC  | %3P | %TL  | RPP | APP | ROB | TPP | PPP |
| ----- | ----------- | -- | -- | --- | ---- | --- | ---- | --- | --- | --- | --- | --- |
| 2021  | Washington  | 5  | 3  | 8.4 | .571 | –   | .571 | 2.2 | .4  | .2  | .0  | 4.0 |
| 2023  | Sacramento  | 7  | 0  | 7.8 | .778 | —   | .833 | 2.9 | .1  | .0  | .4  | 2.7 |
| 2025  | L.A. Lakers | 2  | 0  | 2.0 | .000 | —   | —    | 2.0 | .0  | .0  | .0  | .0  |
| Total | Total       | 14 | 3  | 7.1 | .625 | —   | .692 | 2.5 | .2  | .1  | .2  | 2.8 |